# Synadene
Synadene (en grec moderne : Συναδηνή, en hongrois : Szünadéné) ou Synadena Synadène, née en 1058 et morte en 1082, est une femme qui a brièvement été reine consort de Hongrie entre 1074 et 1077.
Fille de Théodolus Synadène et d'une sœur de Nicéphore III Botaniatès, son prénom est inconnu. Elle est l'épouse du roi Géza Ier avec qui elle eut quatre fils et trois filles dont Álmos[réf. nécessaire].